# Copelatus teranishii
Copelatus teranishii är en skalbaggsart som beskrevs av Toshiro Kamiya 1938. Copelatus teranishii ingår i släktet Copelatus och familjen dykare. Inga underarter finns listade i Catalogue of Life.